# حمله انتحاری ۲۸ مهر ۱۳۹۶ کابل
حمله انتحاری ۲۸ میزان ۱۳۹۶ کابل حمله انتحاری بود که در مسجد امام زمان واقع در دشت برچی که منطقه هزاره نشین کابل است هنگام حضور مردم برای ادا نماز مغرب و عشاء رخ داد. در نتیجه این حمله تروریستی ۵۶ تن کشته و ۵۵ تن دیگر زخمی شدند.

## جزئیات
حمله انتحاری ۲۸ میزان/مهر ۱۳۹۶ در زمان ادا نماز مغرب و عشا، حوالی ساعت شش و پانزده در مسجد امام زمان واقع در دشت برچی «حوزه سیزدهم امنیتی کابل» رخ داد. مهاجم انتحاری با حضور در محل ابتدا به سمت نمازگزاران شلیک و جلیقه انتحاری خود را منفجر کرده‌است. برخی شاهدان مدعی شدند که یک مهاجم انتحاری دیگر از محل توانسته‌است فرار کند.

## واکنش‌ها
- محمد اشرف غنی رئیس‌جمهور افغانستان این حمله را جنایت ضد بشری و مغایر با تمام ارزش‌های اسلامی و حقوق بشری خواند.[۲]

## مسئولیت
داعش مسئولیت حمله به این مسجد را بر عهده گرفت. نیروهای امنیتی در ۱۴ مرداد/اسد ۱۳۹۸ در یک نشست خبری، خبر از دستگیری طراح این حمله خبر داد. طراح حمله به مسجد امام زمان، شخصی به نام «عید محمد» که به «ابوذر» نیز شناخته می‌شود بود که در حملات دیگری از جمله، حمله به وزارت مخابرات و تکنالوژی معلوماتی نیز نقش داشته‌است.